# Sant Joan de Vilatorrada
Sant Joan de Vilatorrada és una vila de Catalunya, cap del municipi del mateix nom, de la comarca del Bages. El municipi inclou l'entitat municipal descentralitzada de Sant Martí de Torroella. El gener de 2018 la seva població es va situar en els 10.820 habitants i era el segon municipi més poblat de la comarca.
El nucli originari s'anomenava Sant Martí de Torroella. El 1937 va canviar oficialment a Vilatorrada de Cardener i després de la guerra es va recuperar el nom de Sant Martí de Torroella. El 1962 va canviar a Sant Joan de Torroella, modificat el 1981 per l'actual de Sant Joan de Vilatorrada.

## Geografia física
- Llista de topònims de Sant Joan de Vilatorrada (orografia: muntanyes, serres, collades, indrets...; hidrografia: rius, fonts...; edificis: cases, masies, esglésies, etc.).

El municipi de Sant Joan de Vilatorrada s'estén a cavall del pla de Bages i les elevacions que tanquen aquesta fèrtil plana vers ponent, on Collbaix n'és l'expressió més emblemàtica. Són terres modelades per l'acció erosiva del riu Cardener i dels petits torrents i rierols que hi convergeixen. El resultat és un entorn naturalment divers, on les humides i ombrívoles fondalades cobertes de vegetació de ribera contrasten amb les planes agrícoles solcades per petites pinedes. Tanmateix, durant segles aquest entorn s'ha transformat progressivament per l'ocupació de l'home fins a configurar el paisatge actual on precisament la història explica el llegat d'un patrimoni cultural que completa l'entorn cultural.
El terme actual del municipi està situat, tenint en compte els punts més extrems, entre els 41 º 44’ 9’’ i els 41 º 47’ 34’’ de latitud nord. Això dona 3’ 25’’ per l'eix nord-sud. I els 1º 46’ 2’’ o els 5 º 31’ de longitud est respecte de Greenwich, donen 3 º 44’ 58’’ per l'eix est-oest
Està situat a 3 quilòmetres de Manresa. L'altitud de la població és de 240 m sobre el nivell del mar i els límits municipals són al nord amb les poblacions de Sant Mateu de Bages i Callús, al nord-est amb Santpedor; a l'est amb Sant Fruitós de Bages, al sud-est amb Manresa i a l'oest amb Fonollosa.

### Relleu

#### Formació
Com que pertany a la depressió central catalana, està format per sediments de l'eocè continental recobrint-ne d'altres de l'Eocè marí i situant-se entre els dos una capa de guixos corresponent-se amb les sals sòdiques i potàssiques de Súria, Balsareny i Cardona.

#### Constitució litològica
A sobre les margues, argiles i gresos que constitueixen la Formació d'Artés s'hi ha anat afegint les deixalles de rius i rieres que en el període Quaternari donaren lloc a la formació de terrasses coincidents amb els períodes de glaciació.

#### Unitats de relleu
El relleu del municipi és el resultat de l'erosió diferencial (a causa dels diferents materials més forts i més fluixos) dels corrents d'aigua (riu, rieres, torrents). S'han produït en quedar materials forts a sobre impedint que les aigües arrosseguessin els materials més tous situats a sota seu. Això li dona un aspecte característic que forma les “costes”. Aquest tipus de relleu té la seva millor expressió a la Segarra. La resta del municipi té pocs desnivells.

### Xarxa hidrogràfica

#### Principals corrents
Compost per un riu, el Cardener i tres rieres: la de Vallverd, la de la Portella i la de Fonollosa, i també molts torrents menors.

#### Les rieres i els torrents
Quant a les rieres, el seu règim és únicament pluvial amb un fort assecament al mig de l'estiu i de l'hivern.
Els torrents només porten aigua quan plou i segons la quantitat d'aigua ploguda.

#### El riu Cardener
El seu règim és níveo-pluvial. Té dos mínims: a l'agost i al gener, i dos màxims, un de principal al maig i un de secundari a l'octubre.
Al Cardener hi ha una resclosa que ja no s'utilitza i que és la del Molí Paperer, enderrocat per la riuada de l'any 1907, davant mateix de les Feixes. A més hi ha la resclosa de la fàbrica del Molinet, el canal i la resclosa de la fàbrica de can Canals Nou i el canal i la resclosa de les fàbriques de Sant Joan de Vilatorrada.

### Clima
El clima és mediterrani de muntanya mitjana, amb forts contrasts tèrmics i una mitjana de precipitació anual entre 550 i 600 mil·límetres. A l'hivern, és freqüent la inversió tèrmica amb boires i molt fred al fons de les valls. A l'estiu, la calor i la sequera poden ser molt altes.

### Vegetació
El Pla de Bages concentra un atractiu mosaic d'ambients, tot i el predomini del conreu cerealista. La vegetació pròpia de la plana és constituïda per nombroses clapes de bosc, sobretot de pi blanc, però amb presència de l'alzina i el roure. Tot i així, a les fondalades i a les ribes dels cursos fluvials es concentra una gran varietat d'espècies, a voltes formant boscos de ribera amb pollancres i àlbers o constituint interessants boscos mixts. La vegetació ha estat alterada per l'activitat humana i agrícola, especialitzada en el cereal, la vinya i el regadiu.

### Fauna
La fauna és diversa, a causa de la gran varietat d'ambients i les rutes migratòries orientades pel Llobregat i el Cardener. Dels vertebrats es poden trobar:
- amfibis: gripaus i granotes.
- rèptils: dragó comú, sargantanes, llangardaix ocel·lat i diferents tipus de serps, tals com: la serp de vidre, serp blanca, serp verda, colobra bordelesa, i la colobra escurçonera, entre d'altres.
- mamífers: la musaranya comuna, la guilla o guineu roja, la mostela, el toixó, la geneta o el gat mesquer, el porc senglar, el conill, l'esquirol, el talp, la rata comuna o de claveguera i la rata traginera, el ratolí casolà i el ratolí camperol, la rata pinyada o rat-penat.
També es poden trobar diferents tipus d'ocells:
- ocells rapinyaires diürns: l'aligot i l'astor.
- ocells rapinyaires nocturns: el xot eurasiàtic, el mussol i l'òliba comuna,
- ocells de conreu i plana: la perdiu, el picot negre, la garsa, la gralla, el cotoliu, la cogullada, la titella, les orenetes, el pinsà, el pinsà mec, verdum, cruixidell, pardal xarrec, caderneres, gafarrons, passerells.
- ocells de bosc: el pigot verd, el trencapinyes, el raspinell.
- ocells de riu: boscarla de canyar, rossinyol bastard, la cuereta blanca, l'oreneta de ribera.
- altres, tals com: rossinyol, oriol, pinsà borroner, verderola, merla, pit roig, gratapalles, cargolet, corb, ballester, roquerol, pardal comú o el colom domèstic.

## Història

### Antecedents romans
Els indicis més remots de la història de Sant Joan de Vilatorrada es descobreixen amb la troballa el 12 d'octubre de 1949 d'una ara romana, al costat de la porta de l'antiga església parroquial. Aquesta troballa fou feta per Francesc X. Sitjas i Molins, secretari del C.E.C.B. (Centre Excursionista de la Comarca del Bages) al qual van cridar-li l'atenció unes pedres arraconades al costat de la porta. El fet de trobar-se en aquest lloc no pressuposa que fos aquest el seu emplaçament originari.
El 16 de novembre del mateix any, per cessió de les senyores Josefa i Amàlia Suanya i Esteve, va ser donada al Museu Municipal de Manresa on es troba actualment.
Segons Georges Fabre en el llibre Epigrafia romana de la comarca del Bages, “Aquesta ara fou serrada intencionalment, sense que es pugui arribar a comprendre el sentit, en dues meitats longitudinals” i presenta un estat molt deteriorat a conseqüència de la mala qualitat de la pedra –gres–. Aquest desgast és més palès en la cara anterior.

### Alta edat mitjana
Així com de l'època romana va quedar una mostra, no es pot dir el mateix de la llarga època de l'Alta Edat Mitjana, dominada per les cultures visigòtica i sarraïna, per la manca de qualsevol font històrica (documents, restes arqueològiques....).
A conseqüència d'això els orígens del poble es troben en el segle ix, quan Guifré el Pilòs, fill del comte Sunifred I d'Urgell, va obtenir de Carles el Calb els comtats d'Urgell, Cerdanya o Conflent i posteriorment els de Barcelona i Girona. Aquests comtats encerclaven una gran regió central que era “terra de
ningú” (Berguedà, Vall de Lord, Vallès, Ripollès, Lluçanès, Plana de Vic, Moianès, Guilleries i Bages), i que podia representar un perill de possibles invasions musulmanes provinents d'Al-Àndalus. Per tal d'establir una línia fronterera que servís per a protegir el sector occidental del comtat de Barcelona del perill d'aquestes ràtzies, Guifré decidí ocupar i repoblar aquestes terres.
La zona que anomenem Pla de Bages va trigar més a repoblar-se, i segurament es feu durant el govern dels fills del comte Guifré: Guifré Borrell (874-911) i Sunyer I (?-950).
Les primeres referències d'accidents geogràfics de Sant Joan de Vilatorrada les trobem en una delimitació feta l'any 978, en una butlla que el Papa Benet VII dirigí al Bisbe Froia de Vic, on relaciona els límits del terme antic de la ciutat de Manresa que englobaven els termes actuals de Sant Joan de Vilatorrada, Santpedor, Sant Fruitós, etc., durant el regnat de Borrell II (mort 992).
La primera documentació del nom de Torroella data de l'any 972, en què es parla que quan es va fer la fundació del monestir de Sant Benet de Bages van ser donades per a sustentació dels frares i edificació del monestir unes terres i molins que es trobaven en el terme de Joncadella i Torroella, de les quals l'abat en va prendre possessió conservant la jurisdicció total.
Una altra referència la trobem a 7 de Kalendas d'agost de 899 en una donació que va fer un tal Eriberto al monestir de Sant Benet, de cases i de terres situades a Torruella.
Una segona delimitació fou redactada a conseqüència de la destrucció de la ciutat de Manresa l'any 999 per les forces d'Al-Mansur.

### Baixa edat mitjana, dels segles XI a XV: feudalització
Durant els segles XI al XV, el mas va ser la forma predominant de poblament, tot i que com a focus d'atracció de nous pobladors es construïren les esglésies que més tard esdevingueren esglésies parroquials i nuclis de formació dels pobles; així doncs en el cas de Sant Joan de Vilatorrada foren les esglésies de Sant Martí de Torroella i l'Església vella de Sant Joan de Vilatorrada (ubicada al Mas Sant Joan), que depenien respectivament del Monestir de Sant Benet de Bages i de la Canònica de Santa Maria de Manresa. Els indicis de l'existència de topònims significatius els trobem en documents que daten: Església de Sant Martí de Torruella (1022), Santa Maria de Joncadella (1031), Mas Sant Joan (1032) i Mas Vilatorrada (1038).
Tenint en compte que els límits eren uns altres, hom suposa que cap a finals del segle xiv la població de l'indret era d'unes 125 persones, l'activitat principal de les quals era l'agricultura de secà (cereal, vinya i olivera) a la que cal afegir els horts destinats a l'autoconsum i una ramaderia com a complement de l'activitat agrària. A més també està constatat l'existència d'activitats artesanals vinculades a la transformació dels productes agrícoles, concretament els molins fariners que aprofitaven, d'una banda l'excel·lent situació geogràfica al costat dels corrents d'aigua i, d'una altra, la seva situació estratègica entre els centres productors de blat (La Segarra) i els llocs consumidors (la ciutat de Manresa principalment). Tanmateix hi ha constància d'un tipus d'indústria tèxtil lligada al camp i relacionada amb el cànem i el lli, desenvolupat tant com a treball a domicili com per al consum propi, augmentant així les poques rendes que s'obtenien de la terra.

### Edat contemporània

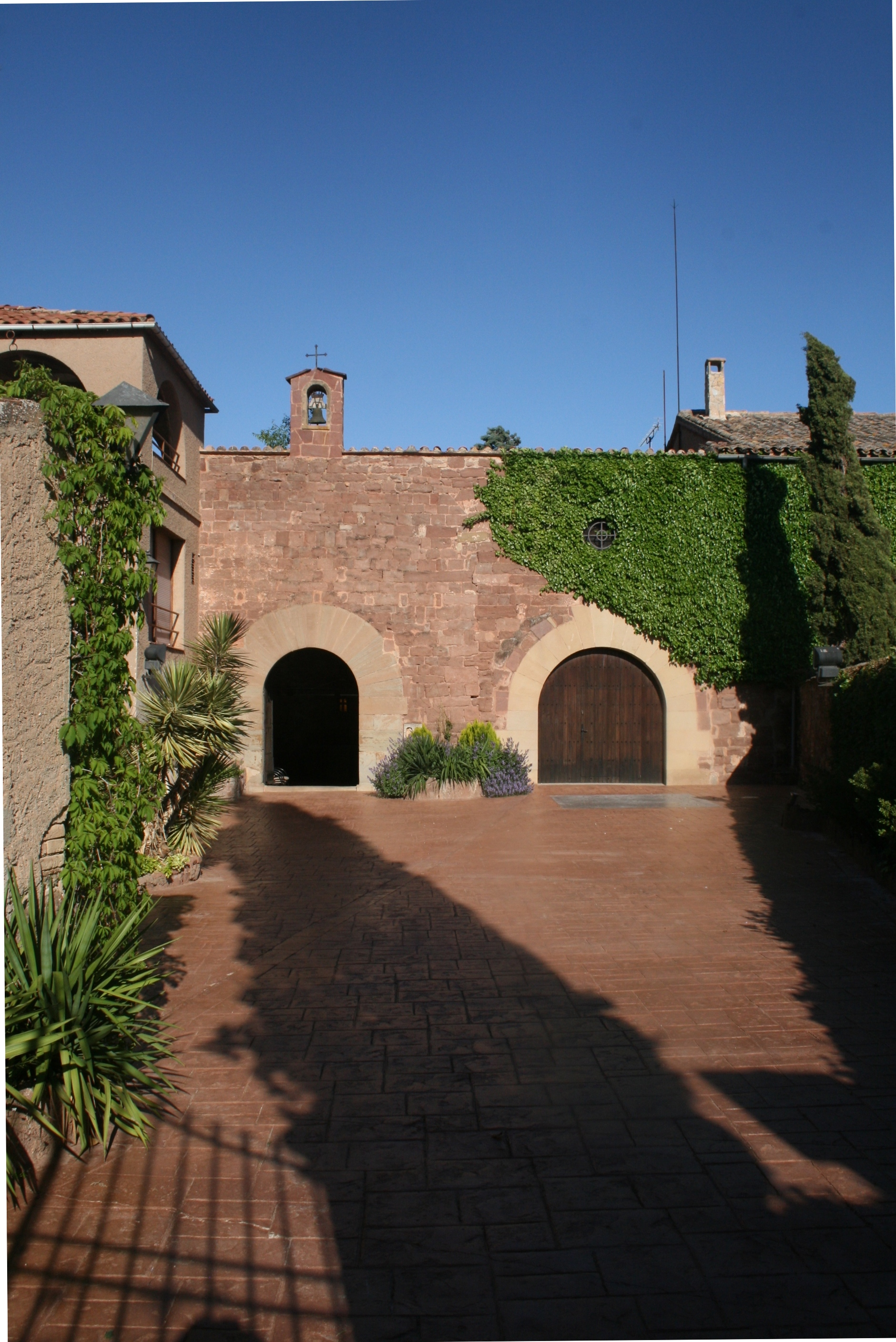
Església del Mas de Sant Joan, de Sant Joan de Vilatorrada

Les característiques anteriors se sap que es van mantenir més o menys invariables durant els propers segles fins a arribar a la meitat del segle xix, temps en què es produïren profunds canvis a conseqüència de la Revolució Industrial. L'evolució de la població fou molt incerta a causa de la poca fiabilitat dels censos -fogatges-. Se sap que la crisi econòmica de finals del s.XV i principis del s.XVI va reduir la població a la meitat. A començaments del s.XVIII hi havia 113 persones censades mentre que a finals de segle n'eren 212. Aquest augment de població va lligat a un augment en el nivell de vida com a conseqüència dels diferents processos emprats per a la millora de la productivitat agrària, base del desenvolupament econòmic del segle xviii i que s'aconseguí amb l'augment de les superfícies de conreu, intensificant l'explotació, amb l'especialització de cultius enfront de l'economia d'autoconsum i en la comercialització d'aquests productes.
L'any 1833 es va promulgar una legislació per tal d'aconseguir una ordenació municipal uniforme per a tot l'Estat espanyol. Sant Joan de Vilatorrada, aleshores, es va formar pel conjunt de tres parròquies: Sant Joan, Joncadella i Sant Martí, essent aquesta última la que esdevingué cap de terme municipal atesa la seva major demografia.
L'entrada en funcionament, al nucli de Sant Joan, de les fàbriques tèxtils: Borràs (1855), Burés (1860) -coneguda com la fàbrica del Mig- i Gallifa (1865), va suposar la primera onada immigratòria del municipi de gent procedent d'altres nuclis del terme -Sant Martí i Joncadella- com també de termes propers, principalment de Fonollosa, Aguilar de Segarra i Rajadell, i de comarques veïnes que havien quedat allunyades del procés d'industrialització, tals com el Solsonès o la Segarra. Tanmateix, al lloc d'alguns dels antics molins del Cardener s'instal·laren fàbriques: El Paperer i El Molinet. La darrera fou la de Can Canals.
A mitjans del segle xix la població era de 454 habitants, mentre que a finals ja arribava als 707 i a principis del segle xx era de 1.454 (1920)..
A partir de primers del segle xx l'agricultura anirà perdent la seva importància davant la indústria. A mesura que va depenent de la mecanització minven progressivament el conreu de la vinya i el de l'olivera, quedant el conreu del cereal (ordi principalment) molt lligat a la fabricació de pinsos. En el decurs dels primers tres quarts del segle xx la població de Sant Joan creix de manera exorbitant, degut principalment a un creixement natural elevat i als fenòmens migratoris. Cap als anys cinquanta i fins entrats els setanta i a conseqüència del Pla General d'Estabilització del 1959 comença la segona fase d'industrialització i es produeix la segona onada immigratòria - principalment persones procedents d'Andalusia i Castella- que acaba configurant un panorama d'una població elevada (1.652 hab. el 1950 i 6.880 hab. el 1975) i molt heterogènia quant al seu origen (segons dades de l'any 1975: 24% nascuts al poble, 38% a la resta de Catalunya, 29% a Andalusia, 5% a Castella i 4% en altres indrets). A partir d'aquest any començarà una davallada del fet immigratori motivada per una crisi econòmica important i l'arribada al món del treball dels nombrosos joves nascuts cap als anys seixanta. No obstant això, la població ha crescut a un ritme pausat però sostingut (1980: 7.521 hab., 1990: 7.963 hab., 1995: 8.995 hab.).
Les fàbriques tèxtils, a partir dels anys seixanta van entrar en un llarg procés d'agonia que conclou l'any 1977 amb el tancament de la més gran de totes, la fàbrica Gallifa, avui recuperada com a centre cultural i símbol d'una etapa que ja és història. La fàbrica Pirelli-inaugurada l'any 1924- va poder absorbir part d'aquesta mà d'obra que procedia de l'esmentat sector tèxtil en crisi, així com la indústria Lemmerz, ambdues relacionades amb el sector de l'automòbil, encara que situades als afores del poble en el terme de Manresa,.
La indústria tèxtil, però, va sobreviure a les escomeses de la crisi i Tèxtil Riba va saber dinamitzar primerament la fàbrica del Mig o fàbrica Burés (1958) i convertir-la en una indústria moderna en unes noves instal·lacions (1972) al sector nord del poble.
La indústria càrnia constitueix un altre dels potencials econòmics del municipi, juntament amb un nombrós reguitzell de petita i mitjana indústria, empreses de serveis i una important xarxa comercial.

#### La Fossa de la Guerra Civil

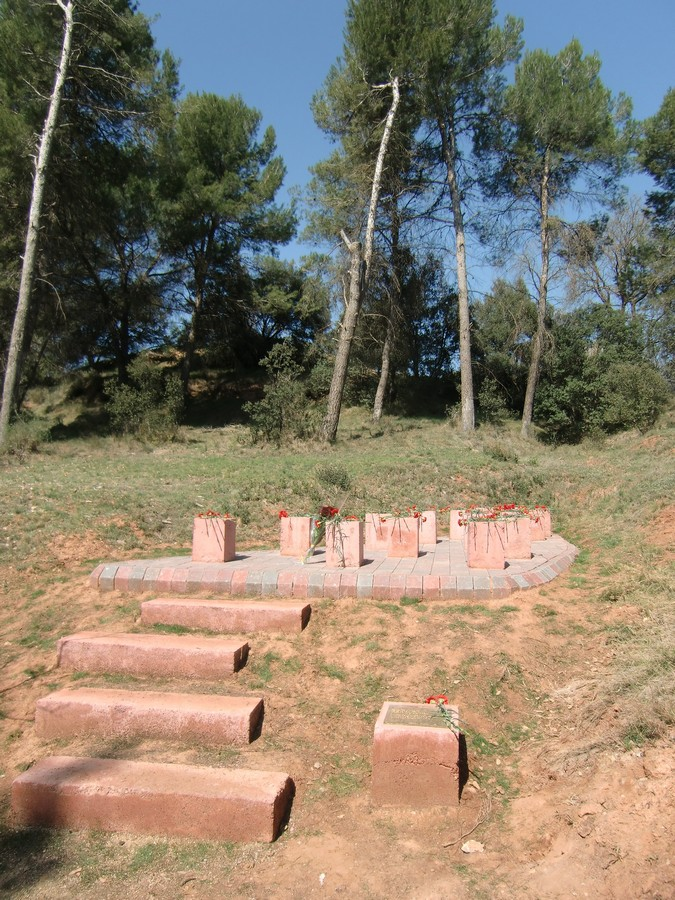
Fosa de la Guerra Civil- Camí de les Torres--Sant Joan de Vilatorrada

El mes d'abril de l'any 2008 la Direcció General de Memòria Democràtica del Departament d'Interior, Relacions institucionals i Participació de la Generalitat de Catalunya va presentar públicament una investigació que comptava 79 foses comunes a Catalunya, de les quals dues es troben a la comarcal del Bages: una a Manresa i l'altra a Sant Joan de Vilatorrada.
La fossa corresponent a Sant Joan està ubicada aproximadament a 200 m. de l'inici del camí de les Torres, a la banda esquerra. Segons el “Libro de partes” de la Creu Roja de Manresa, aquesta es podria compondre de 15 cossos corresponents a soldats de l'exèrcit de la República.
Els soldats enterrats en aquesta fossa probablement eren soldats republicans que, en la seva retirada precipitada en direcció a la frontera, van ser atrapats i abatuts per tropes franquistes, que van arribar a Manresa i a Sant Joan de Vilatorrada el 24 de gener del 1939.
El coneixement d'aquests fets no hagués estat possible sense la col·laboració de l'historiador Joaquim Aloy i Bosch (el qual feu un estudi d'investigació de la present fossa) i el testimoniatge de dues persones que, o bé en primera persona o pel traspàs d'informació entre generacions, han conegut i ratificat la història, essent testimonis de gran utilitat tant per a la ubicació exacta de la fossa com per la descripció del succeït.
El 19 de setembre de 2012 es va dur a terme un acte de dignificació d'aquesta fossa, en un acte senzill i emotiu, que va voler retre un homenatge a les víctimes i alhora fer un clam per la pau. L'acte va acabar amb una ofrena floral al monument. És l'homenatge i el record, ara permanent, que Sant Joan fa a les víctimes de la Guerra Civil.

## Demografia
| Entitat de població      | Habitants (2024) |
| Sant Joan de Vilatorrada | 10.739           |
| Sant Martí de Torroella  | 215              |
| Joncadella               | 18               |
| Font: Idescat            |                  |

| 1497 f | 1515 f | 1553 f | 1717 | 1787 | 1857 | 1877 | 1887 | 1900 | 1910  |
| ------ | ------ | ------ | ---- | ---- | ---- | ---- | ---- | ---- | ----- |
| 3      | 4      | 14     | 113  | 212  | 454  | 322  | 426  | 707  | 1.070 |

| 1920  | 1930  | 1940  | 1950  | 1960  | 1970  | 1981  | 1990  | 1992  | 1994  |
| ----- | ----- | ----- | ----- | ----- | ----- | ----- | ----- | ----- | ----- |
| 1.454 | 1.595 | 1.563 | 1.652 | 2.632 | 5.302 | 7.385 | 7.963 | 8.033 | 8.033 |

| 1996  | 1998  | 2000  | 2002  | 2004  | 2006   | 2008   | 2010   | 2012   | 2014   |
| ----- | ----- | ----- | ----- | ----- | ------ | ------ | ------ | ------ | ------ |
| 8.446 | 8.676 | 9.145 | 9.390 | 9.854 | 10.362 | 10.661 | 10.856 | 10.780 | 10.733 |

| 2016   | 2018   | 2020   | 2022   | 2024   | 2026 | 2028 | 2030 | 2032 | 2034 |
| ------ | ------ | ------ | ------ | ------ | ---- | ---- | ---- | ---- | ---- |
| 10.759 | 10.820 | 10.998 | 10.820 | 11.017 | -    | -    | -    | -    | -    |

El 2019 Sant Joan de Vilatorrada tenia 10.936 habitants.

## Administració i política

### L'Ajuntament
L'ajuntament de Sant Joan de Vilatorrada està compost per 17 regidors i regidores escollits a les eleccions municipals de l'any 2023.
Els resultats de les eleccions van dibuixar un plenari fragmentat. El govern és constituït pels 6 regidors de la candidatura independent Alternativa per Sant Joan més 4 regidors de Compromís amb Sant Joan (coalició entre Comuns i MES).
L'oposició està integrada pel Partit dels Socialistes de Catalunya (PSC) amb 4 regidors, 2 regidors de Junts per Catalunya i 1 regidor d'Esquerra Republicana.
Els regidors que integren el plenari son:
EQUIP DE GOVERN:
- Jordi Solernou (AxSJ)
- Mariano Hermosilla (AxSJ)
- Laura Trench (AxSJ)
- Marc Barons (AxSJ)
- Montserrat Jové (AxSJ)
- Adrià Clotet (AxSJ)
- Iban Hortal (Compromís, per MES)
- Núria Valencia (Compromís, per Comuns)
- Antonio David Dorado (Compromís, per Comuns)
- Sílvia Barrios (Compromís, per Comuns)

OPOSICIÓ:
- Èlia Tortolero Orejuela (PSC)
- Àngel Sáez (PSC)
- Antonio Sánchez (PSC)
- Romà Montañez (PSC)
- Eduard Mata (JxCat)
- Mireia Traveria (JxCat)
- Maria del Mar Osete (ERC)

### Alcaldes des de 1979
| Període      | Nom de l'alcalde/-essa   | Partit polític            | Data de possessió |
| ------------ | ------------------------ | ------------------------- | ----------------- |
| 1979 - 1983  | Salvador Torras Casas    | PSC                       | 19/04/1979        |
| 1983 - 1987  | Ezequiel Martínez Mulero | PSC                       | 28/05/1983        |
| 1987 - 1991  | Francesc Iglesias i Sala | CiU                       | 30/06/1987        |
| 1991 - 1995  | Ezequiel Martínez Mulero | PSC                       | 15/06/1991        |
| 1995 - 1999  | Ezequiel Martínez Mulero | PSC                       | 17/06/1995        |
| 1999 - 2003  | Ezequiel Martínez Mulero | PSC                       | 03/07/1999        |
| 2003 - 2007  | Ezequiel Martínez Mulero | PSC                       | 14/06/2003        |
| 2007 - 2011  | Ezequiel Martínez Mulero | PSC                       | 16/06/2007        |
| 2011 - 2015  | Gil Ariso Planas         | CiU                       | 11/06/2011        |
| 2015 - 2019  | Gil Ariso Planas         | CiU                       | 13/06/2015        |
| 2019 - 2023  | Jordi Solernou Vilalta   | Alternativa per Sant Joan | 15/06/2019        |
| Des del 2023 | Jordi Solernou Vilalta   | Alternativa per Sant Joan | 17/06/2023        |

## Cultura

### Patrimoni
- Església de Sant Joan de Vilatorrada
- Sant Daniel de Palou

#### Fàbrica de Cal Gallifa
La fàbrica de Cal Gallifa és una antiga fàbrica tèxtil que és part del patrimoni cultural de Sant Joan de Vilatorrada. El resultat és un edifici del patrimoni industrial destinat íntegrament a equipament municipal. L'any 1993 es va a dur a terme la primera de les intervencions de la planta baixa amb l'objectiu de crear una sala polivalent per activitats múltiples. La sala de cultura Cal Gallifa va ser inaugurada el 13 de juny del 1998 i des del 2003 inclou la Biblioteca municipal a la segona planta.

### Telecomunicacions
- Ràdio Sant Joan

### Festes i tradicions
Cavalcada de Reis (5 de gener)
El 5 de gener es fa la Cavalcada de Reis organitzada per la Regidoria de Festes de l'Ajuntament de Sant Joan de Vilatorrada amb la col·laboració de diferents entitats i col·lectius del municipi. Aquesta festa comença al Mas Sant Joan amb la visita al pessebre vivent i seguidament es fa un recorregut pels principals carrers del poble amb les carrosses dels tres Reis Mags.
Carnestoltes (febrer)
Rua pels principals carrers del poble amb la carrossa del Rei Carnestoltes al davant i acompanyada de comparses i persones amb les millors disfresses. La fi de festa és a la Plaça Major, on es fan els lliuraments dels premis a les millors disfresses. Hi ha música i confeti.
Sant Antoni Abat i Els Tres Tombs (febrer)
La Societat Coral, Cultural i Recreativa La Verbena ha recuperat la Festa de Sant Antoni Abat i Els Tres Tombs i, des de l'any 1995, va crear una comissió organitzadora per poder mantenir viva aquest tradició i fer participar la gent jove per tal que es puguin mantenir les tradicions dels nostres avantpassats. Cal dir que en pocs anys Sant Joan s'ha situat entre les poblacions amb més tradició d'aquesta festa quant a participants.
Actualment, es forma part de la Federació Catalana dels Tres Tombs com a agrupació fundadora.
Dia Internacional de la Dona (8 de març)
Des de la Regidoria de la Dona, s'organitzen diverses activitats per celebrar el Dia Internacional de la Dona: xerrades, tallers, sopars, teatre, ...
Pasqua (Caramelles) (març/abril)
Els caramellaires de la S.C.C.R. La Verbena i de Sant Martí de Torruella fan cantades i ballades pels carrers i places del poble.
Festa de la Primavera (abril)
Festa que organitza l'Ajuntament de Sant Joan de Vilatorrada amb la col·laboració de voluntaris i voluntàries. L'activitat més concorreguda és una caminada popular que cada any es fa per diferents paisatges del nostre entorn més proper, una bona ocasió per gaudir de la natura i descobrir racons d'una gran bellesa. També s'organitza una pedalada amb dos circuits, un de més llarg i dur i un altre més popular.
La festa acaba cada any de manera diferent: un dinar popular, tallers sobre el reciclatge i la recollida orgànica,...
 Festes als barris (juny)
Durant el mes de juny se celebren les festes als tres barris de Sant Joan de Vilatorrada: Sector Nord (primer cap de setmana de juny), Sector Costarodona (segon cap de setmana) i Sector Llobet (primer cap de setmana de juliol). Al mig dels carrers, es posen matalassos elàstics pels més petits, fan xocolatada i botifarrada i a la nit fan un concert.
Festa Major Infantil de Sant Joan City (juny)
L'entitat El Sidral organitza, ja fa 33 anys, la Festa Major Infantil, amb la col·laboració de l'Ajuntament de Sant Joan de Vilatorrada. La festa va dirigida a tota la població, en especial als infants de Sant Joan i tots els actes organitzats estan pensats per al públic infantil i juvenil. Les principals activitats que organitzen són: el divendres a la tarda s'inicia una cercavila pels carrers del poble i finalitza a la Plaça Major, on es fa la festa del confeti, i a la nit el sopar a la fresca (un entrepà de botifarra i un refresc) i el ball disco a Cal Gallifa. Dissabte a les 5 de la tarda es fa la merengada a la Plaça Major, i després de quedar tots empastifats hi ha l'ensabonada i la pluja de colors. Al vespre, quan es fa fosc, es fa el correfoc infantil en què els protagonistes són els draguets (els més petits), els dimonis i les bruixes. Un circuit preparat entre els carrers del poble plens de foc fins a arribar a la gespa del Parc Catalunya on esdevé l'espectacle de correfoc amb pirotècnia i balls dels alumnes dels tallers de correfoc, els dracs de la festa i la Màquina Fantàstica amb la Bruixa Teti (personatges de la festa). Diumenge al matí es fa la Tira al Parc, al parc Catalunya, amb jocs de tota mena. A les 12 del migdia comença l'espectacle de cloenda interpretat pels alumnes de l'Aula de les Arts de Carrer de la Festa Major Infantil. L'últim acte és el vermut a Cal Gallifa. La FMI té un himne anomenat Sant Joan City, i un àlbum de recopilació de les mítiques músiques de la festa, en format CD. L'any 2018, es va estrenar el documental dels 30 anys de la festa, en format pel·lícula en DVD, una producció de Lens-Moon Films.
Festa Major de Sant Joan de Vilatorrada (24 de juny)
La Festa Major de Sant Joan està organitzada per l'Ajuntament amb la col·laboració de diferents entitats i col·lectius. Les activitats són moltes i variades i per a tots els públics: ball de revetlla i de festa major, el cercatasques i concert jove, les sardanes i havaneres, les exposicions, activitats esportives, concerts de corals,... També la setmana abans de la nit de Sant Joan, al Carrer del Torrent Canigó, davant del cementiri, hi ha una fira d'atraccions.
Diada Nacional de Catalunya (11 de setembre)
Cada any, la Comissió de l'Onze de Setembre (formada per representants de grups polítics) organitza una sèrie d'actes per commemorar la Diada. Normalment es compta amb la participació d'un personatge reconegut, que és l'encarregat de realitzar un pregó, actua l'esbart de La Verbena i s'acaba la festa amb l'actuació d'algun grup de música tradicional.
Fira Embarrats (octubre)
La Fira dels embarrats se celebra des de l'any 2013 durant l'últim cap de setmana d'octubre, sorgida de l'antiga Fira d'artesans del carrer del Riu i més tard de la Fira ramadera. La Fira pretén recuperar el passat industrial del cap de segle XX (1920) de la població així com promocionar els productes i serveis de la vila. La participació ciutadana és un dels èxits de la fira: participen en representacions teatrals al carrer o bé es caracteritzen amb el vestuari i pentinats de l'època, en donar molta importància a la figura de l'obrer de la fabrica tèxtil.
La Nit de la Carbassa (31 d'octubre)
La Nit de la Carbassa és un joc de pistes relacionat amb Halloween i amb diferents personatges de terror que se celebra a Sant Joan el vespre del 31 d'octubre. Una setantena d'actors repartits pels carrers i llocs més emblemàtics del poble s'encarreguen d'espantar als participants. Aquest joc de pistes es va crear al 2004 i, en un principi, estava dedicat als nens. Però, des de fa anys, s'ha convertit en una activitat familiar que hi acudeixen petits i grans.

## Persones il·lustres
- Romà Montañez, Jugador professional de bàsquet.
- Ramon Vancell i Trullàs, Diputat al Congrés dels Diputats pel PSC-PSOE durant els anys 1982-1989.
- Èlia Tortolero Orejuela, Senadora al Senat pel PSC-PSOE, 2019.

## Agermanaments
Sant Joan de Vilatorrada està agermanat amb les poblacions de:
- El Rubio (Andalusia).
- Limós (Occitània) (en francès, Limoux).